# Форт Блис
„Форт Блис“ (на английски: Fort Bliss) е американски драма – военен филм от 2014 година. В главната роля е Мишел Монахан.

## Сюжет
Внимание:  Текстът по-долу разкрива сюжета на произведението (или части от него)!
След завръщането си у дома от удължен престой в Афганистан, наградената от американската армия медик и самотна майка се бори да възстанови връзката си с малкия си син.